# Adam Lambert (snowboarder)
Adam Lambert (Jindabyne, 5 ottobre 1997) è uno snowboarder australiano.

## Biografia
In Coppa del Mondo ha esordito l'11 febbraio 2017 a Feldberg (52ª).
Nel 2018 ha preso parte ai XXIII Giochi olimpici invernali a Pyeongchang venendo eliminato nelle batterie e concludendo in ventinovesima posizione nella gara di snowboard cross.

## Palmarès

### Mondiali juniores
- 2 medaglie:
  - 1 oro (snowboard crossa a squadre a Yabuli 2015)
  - 1 bronzo (snowboard crossa a squadre a Klínovec 2017)

### Coppa del Mondo
- Miglior piazzamento nella Coppa del Mondo di snowboard cross: 9º nel 2018
- 5 podi:
  - 5 secondi posti